# 四英畝 (加利福尼亞州)
四英畝（英語：Four Acres）是位於美國加利福尼亞州普萊瑟縣的一個非建制地區。該地的面積和人口皆未知。

## 地理
四英畝的座標為39°00′31″N 120°47′19″W / 39.00861°N 120.78861°W，而該地的平均海拔高度為376米（即1234英尺）。